# Palaemon gracilis
Palaemon gracilis is een garnalensoort uit de familie van de Palaemonidae. De wetenschappelijke naam van de soort is voor het eerst geldig gepubliceerd in 1871 door Smith.